# Scabiosa lucida
Scabiosa lucida là một loài thực vật có hoa trong họ Kim ngân. Loài này được Vill. miêu tả khoa học đầu tiên..

## Hình ảnh

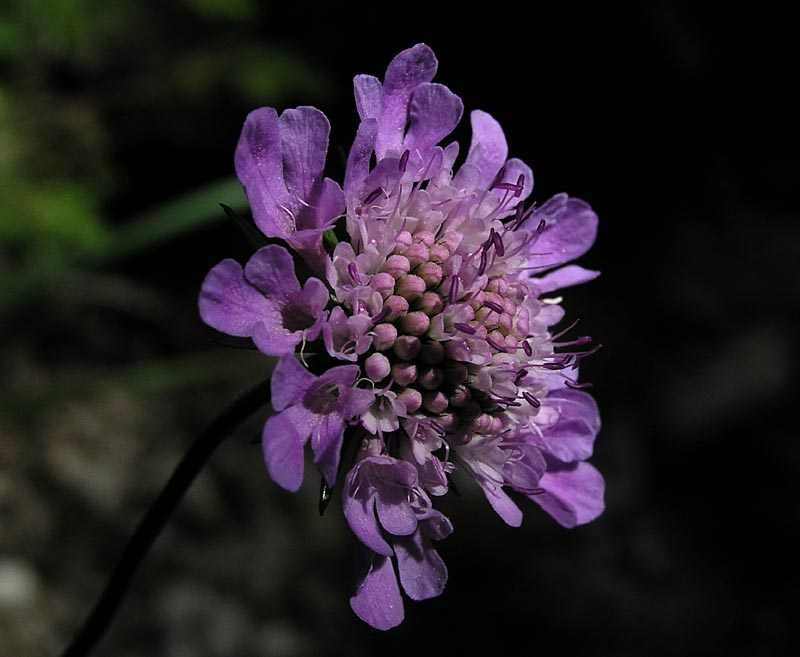
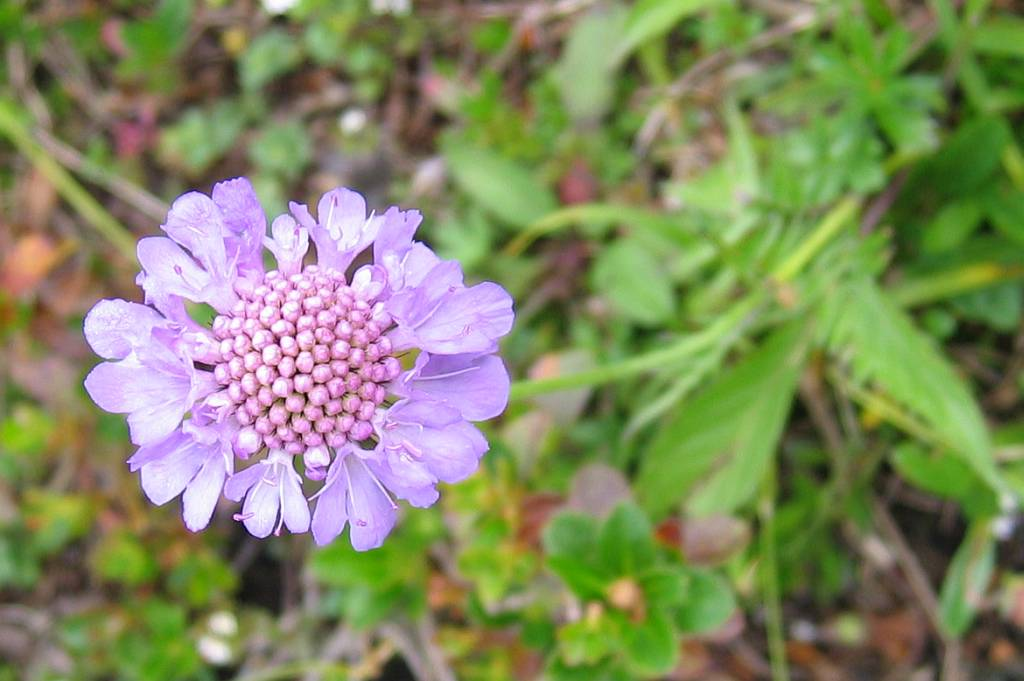
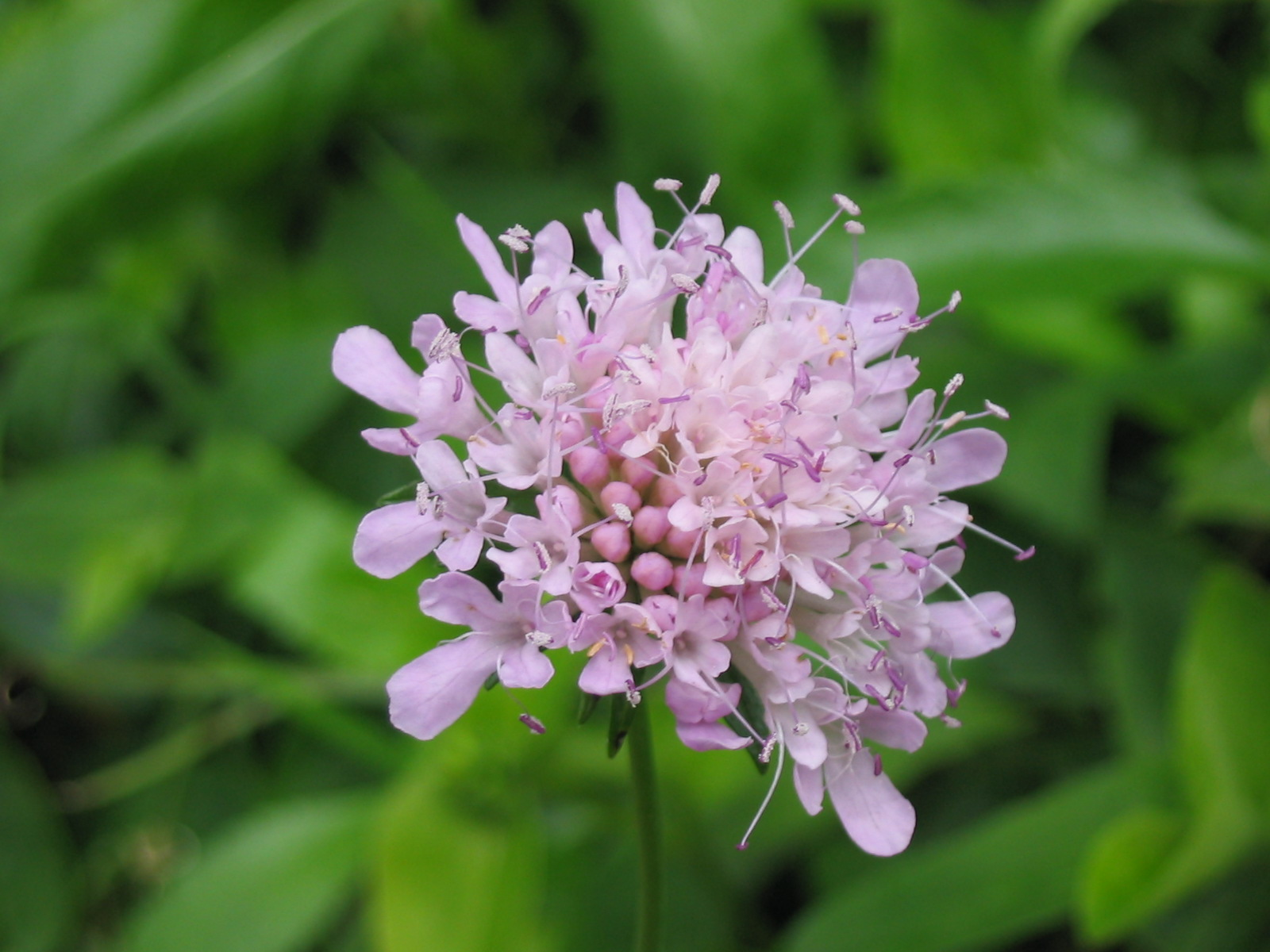
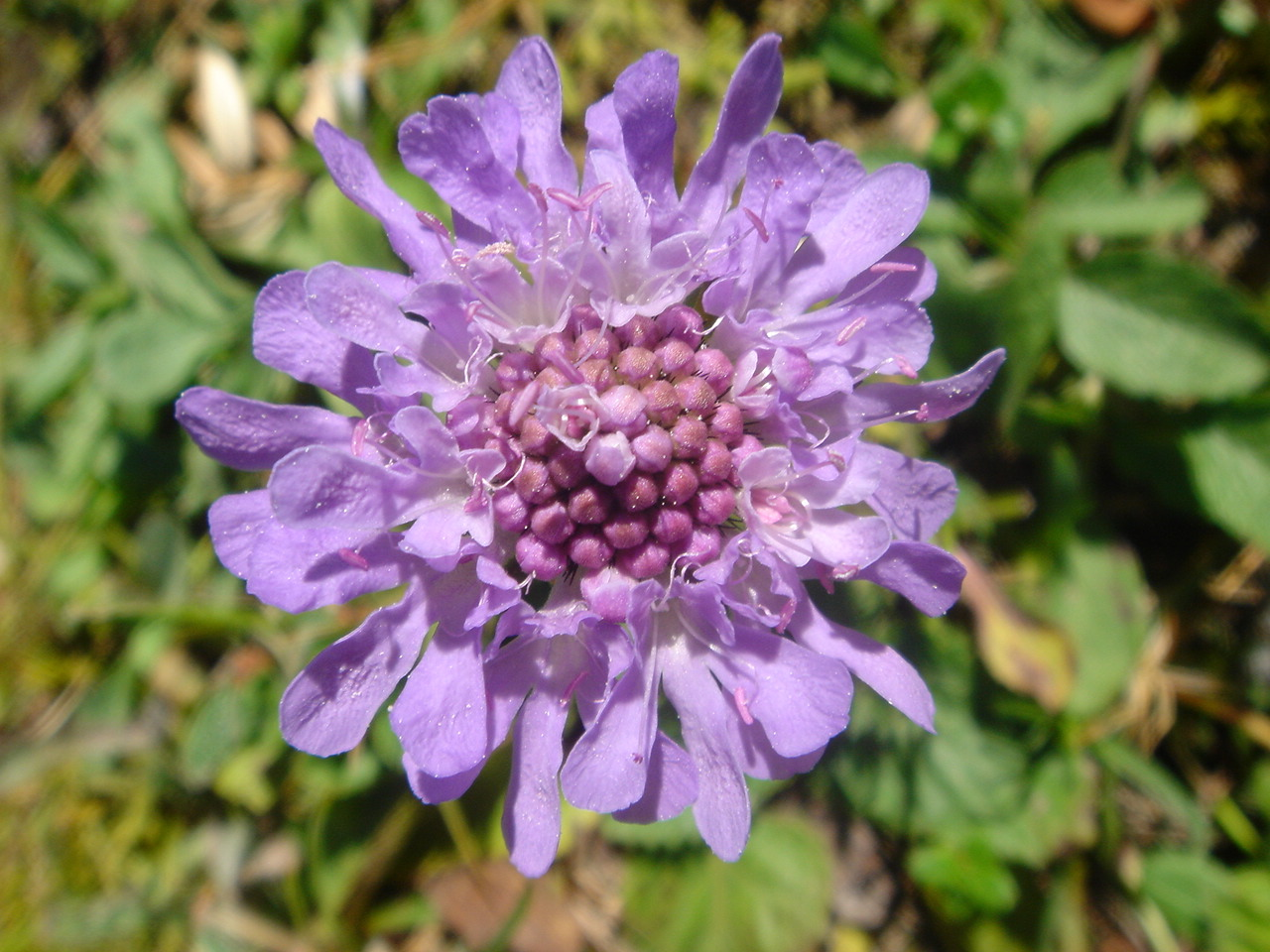